# Una noche en el Monte Pelado
Una noche en el Monte Pelado (en ruso Ivánova noch na Lýsoi goré, «La noche de San Juan en el Monte Pelado») es un poema sinfónico del compositor ruso Modest Músorgski. La pieza fue originalmente inspirada por un cuento de Nikolái Gógol, en la cual un campesino presencia un aquelarre en el Monte Pelado, cerca de Kiev en la Noche de San Juan (equivalente a la Noche de Walpurgis). Con mucho de original, el trabajo tiene una historia composicional tortuosa y es conocido en muchas versiones distintas.
Músorgski encabezó la partitura con unas frases de su puño y letra, que desde un principio ayudaron a comprender mejor la atmósfera fantástica de la obra: 
- Rumores subterráneos de voces sobrenaturales;
- Aparición de los espíritus de las tinieblas y de Chernobog (Satanás);
- Glorificación de Chernobog y misa negra;
- Aquelarre de brujas;
- Es un aquelarre de brujas y las ve un campesino, dispersando a los espíritus de las tinieblas;
- Amanecer.

Después de la muerte de Músorgski, su amigo y compañero Nikolái Rimski-Kórsakov orquestó y arregló esta extraordinaria obra, tan llena de intenso colorido y fuerza que la han hecho muy popular en los conciertos.

## Legado
El poema sinfónico fue utilizado en la película Fantasía (1940) de Walt Disney como representación del mal.
Fue el tema central del radioteatro chileno «El siniestro Doctor Mortis».
Una versión por David Shire fue utilizada en el soundtrack de la película Saturday Night Fever.
El bailarín y coreógrafo ruso Ígor Moiséyev creó también una pieza a partir de variaciones del mismo tema (Ночь на Лысой горе).
El poeta venezolano Andrés Eloy Blanco utilizó esta obra y un fragmento de ["Cuadros de una Exposición"], del mismo compositor, para ilustrar la grabación fonográfica de su poema ["Pesadilla con tambor"] para ilustrar las torturas que sufrió durante la dictadura de Juan Vicente Gómez